# U dobru i u zlu
 Ovo je glavno značenje pojma U dobru i u zlu. Za druga značenja pogledajte U dobru i zlu.
U dobru i u zlu (eng. Silver Linings Playbook) je američka romantična komedija-drama koju je režirao David O. Russell za koju je također napisao i scenarij temeljen na istoimenoj knjizi autora Matthewa Quicka. U filmu su glavne uloge ostvarili Bradley Cooper, Jennifer Lawrence, Robert De Niro, Jacki Weaver, Chris Tucker, Anupam Kher i Julia Stiles.
Film U dobru i u zlu svoju je premijeru imao 8. rujna 2012. godine na međunarodnom filmskom festivalu u Torontu, a u SAD-u je sa službenom kino distribucijom krenuo 16. studenog. Pobrao je hvalospjeve kritičara i osvojio mnoge nagrade. Nominiran je u osam kategorija za prestižnu filmsku nagradu Oscar uključujući one za najbolji film i najboljeg redatelja. Uz to postao je prvi film nakon filma Crveni iz 1981. godine koji je nominiran u svim glumačkim kategorijama (glavni glumac, sporedni glumac, glavna glumica, sporedna glumica) te prvi film nakon Djevojke od milijun dolara iz 2004. godine koji je nominiran u pet najvažnijih kategorija (film, redatelj, glavni glumac, glavna glumica i scenarij). Uz sve to, film je nominiran i u četiri kategorije za nagradu Zlatni globus (Jennifer Lawrence je osvojila nagradu u kategoriji najbolje glumice u komediji), tri kategorije za britansku nagradu BAFTA, četiri kategorije za nagradu Udruženja holivudskih glumaca i pet kategorija za Independent Spirit Award.

## Vanjske poveznice
- U dobru i u zlu u internetskoj bazi filmova IMDb-a
- U dobru i u zlu na Box Office Mojo